# Seznam spisovatelů starověkého Řecka
Seznam spisovatelů starověkého Řecka obsahuje abecedně uspořádaný přehled některých významných spisovatelů starověkého Řecka.

## A
- Agathón
- Agathias z Myryny
- Achilleus Tatios
- Aischylos
- Alkaios z Mytiléné
- Alkidamás
- Alkmán
- Anakreón
- Ananios
- Antifanés
- Antimachos z Kolofónu
- Apollonios z Rhodu
- Arátos
- Archilochos
- Aristeidés z Mílétu
- Aristofanés
- Arión z Methymny
- Arktínos z Mílétu
- Artemón z Klazomen
- Asios ze Samu
- Asklépiadés ze Samu

## B
- Bakchylidés
- Bión ze Smyrny

## D
- Diodóros Sicilský
- Dionýsios z Halikarnassu

## E
- Echembrotos
- Eirenaios
- Epicharmos ze Syrakús
- Ekfantidés
- Eratosthenés z Kyrény
- Euforión z Chalkidy
- Eugammon z Kyrény
- Euhémeros z Messény (Messiny?)
- Eumélos z Korintu
- Eupolis
- Eurípidés
- Ezop (Aisópos)

## F
- Ferekratés
- Ferekydés ze Samu
- Fílétás z Kóu
- Filippos ze Soluně
- Filoxenos z Kythéry
- Fókylidés
- Frýnichos
- Frýnis z Mytiléné

## H
- Hagias z Troizenu
- Hégésínos ze Salamíny
- Hekataios z Mílétu
- Héliodóros
- Hérakleidés
- Hérodás n. Hérondás
- Hérodotos
- Hesiodos
- Hieroklés z Alexandrie
- Hippónax z Efesu
- Homér

## Ch
- Charitón
- Chionidos
- Choirilos ze Samu

## I
- Iambúlos
- Íbykos z Rhégia

## J
- Jan z Gazy

## K
- Kallimachos z Kyrény
- Kallínos z Efesu
- Karkínos z Akragantu
- Kerkop z Milétu
- Kinaithón z Lakedaimonu
- Kollúthos
- Kratés
- Kratínos
- Kreofýlos ze Samu
- Kypriás z Halikarnassu

## L
- Leónidás z Tarentu
- Leschos z Mytiléné
- Longos
- Lúkiános ze Samosat
- Lykofrón

## M
- Magnétos
- Melanippidés z Mélu
- Meleagros z Gadar
- Menandros
- Menippos z Gadar
- Mimnermos z Kolofónu
- Moschos ze Syrakús
- Músáios

## N
- Nonnos z Panopole

## O
- Olympos z Frygie
- Órigenés

## P
- Palaifatos
- Pamprepios
- Paniasis z Halikarnassu
- Parthenios
- Paulus Silentarius
- Pindaros
- Platón
- Polybios
- Polymnastos
- Pratinás z Flíúntu
- Poseidónios

## R
- Rhianos z Kréty
- Rhintón ze Syrakús

## S
- Sakadas
- Sapfó
- Sémonidés z Amorgu
- Sextus Empiricus (asi 200 – 250), filosof, lékař
- Simónidés z Keu
- Sofoklés
- Sófrón
- Solón
- Stasínos z Kypru
- Stésichoros z Himery
- Straton ze Sárd

## T
- Thalétas z Kréty
- Terpandros z Lesbu
- Theognis z Megary
- Theokritos ze Syrákús
- Thespis
- Thúkydidés
- Timaios
- Timotheos z Mílétu
- Tryfiodóros
- Tyrtaios ze Sparty

## V
- Spiros Vergos

## X
- Xenofón
- Xenofón z Efesu